# Panamomops inconspicuus
Panamomops inconspicuus là một loài nhện trong họ Linyphiidae.
Loài này thuộc chi Panamomops. Panamomops inconspicuus được miêu tả năm 1964 bởi František Miller & Valesova.